# ماريون ويلسون
ماريون ويلسون (بالإنجليزية: Marion Wilson)‏ مواليد 19 أكتوبر 1956 في فلورنسا، كارولاينا الجنوبية، الولايات المتحدة، هو ملاكم محترف أمريكي معتزل كان يصنف ضمن فئة الوزن الثقيل بدأ مسيرته الاحترافية سنة 1989.

## المسيرة الاحترافية
من نزالاته:
- خسر أمام أوليفر ماكول (2007/02/24).
- خسر أمام تشاز ويذرسبون (2005/06/16).
- خسر أمام أوليفر ماكول (2005/02/05).
- خسر أمام صامويل بيتر (2002/03/03).
- خسر أمام توني تومسون (2002/02/02).
- خسر أمام حازم رحمن (2000/03/01).
- خسر أمام أوليغ ماسكايف (1998/12/08).
- خسر أمام ديريك جيفرسون (1998/10/02).
- خسر أمام ديفيد إيزونريتي (1998/07/18).
- خسر أمام جريج بيج (ملاكم) (1998/03/27).
- خسر أمام كارل وليامز (1997/06/13).
- خسر أمام أورلين نوريس (1996/11/14).
- خسر أمام أوبيد سوليفان (1995/12/13).
- انتصر على مايك هنتر (1995/10/06).
- خسر أمام ديفيد إيزونريتي (1995/08/23).
- خسر أمام أندرو جولوتا (1995/04/11).

## إحصائيات
خاض خلال مسيرته 57 نزالا، فاز في 12 وتعادل في 4 وخسر في 41. فاز بالضربة القاضية في 5 نزالا.

## روابط خارجية
- ماريون ويلسون على موقع بوكس ريك (الإنجليزية) (registration required)